# North Alabama Lions

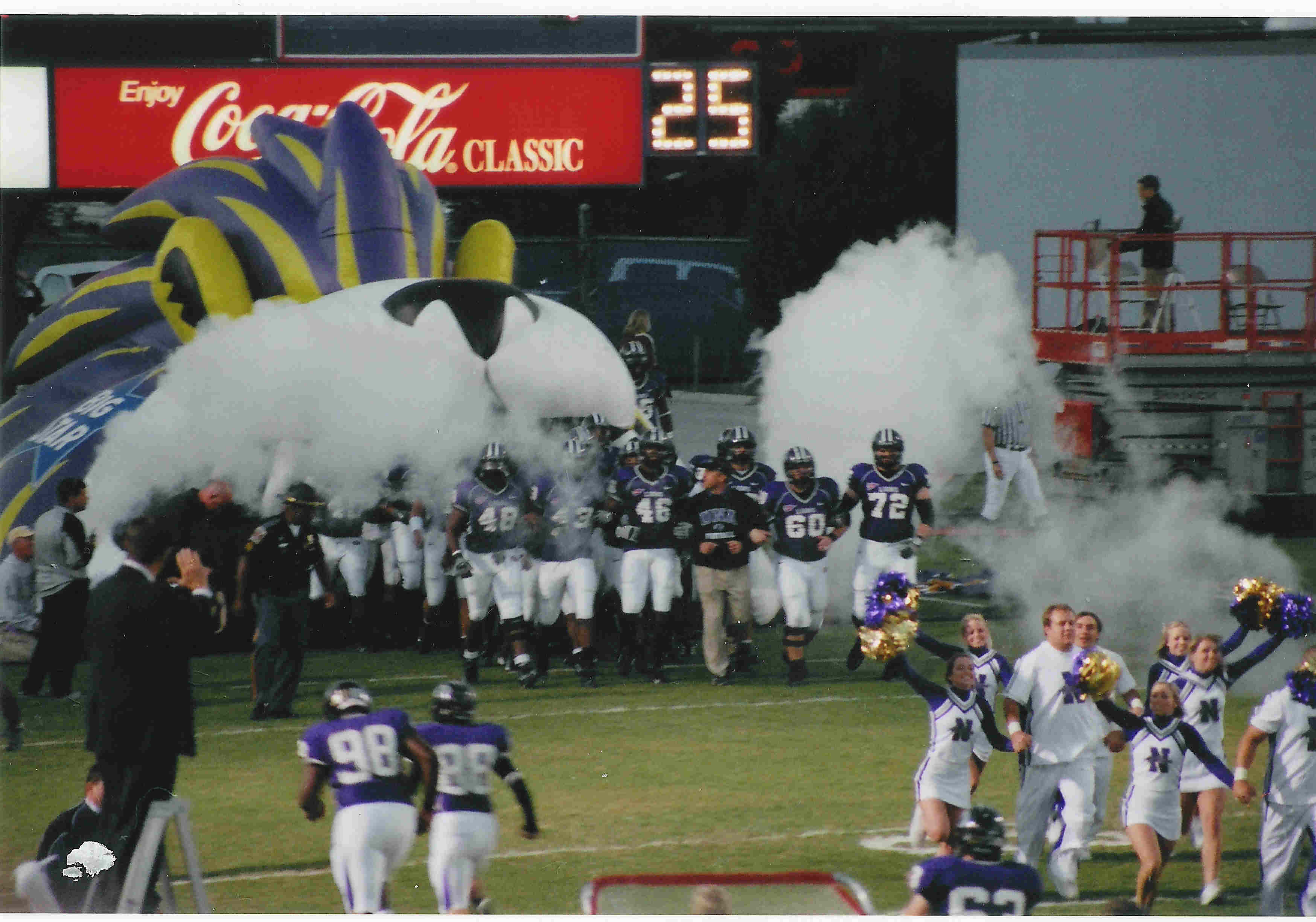
Equipo de fútbol americano de los Lions accediendo al terreno de juego.

North Alabama Lions (en español: "leones del Norte de Alabama") es la denominación de los equipos deportivos de la Universidad del Norte de Alabama, institución académica ubicada en Florence, Alabama. Los Lions participan en las competiciones universitarias organizadas por la NCAA, y forman parte de la ASUN Conference desde 2018. Anteriormente competían en la División II de la NCAA, en la Gulf South Conference, donde consiguieron numerosos títulos en todos los deportes.
A partir de 2023, el equipo de fútbol americano competirá en la recién formada United Athletic Conference (UAC). La UAC es una fusión de las ligas de fútbol americano de la ASUN y la Western Athletic Conference.

## Programa deportivo
Los Lions compiten en 6 deportes masculinos y en 8 femeninos:
| Masculino: - Baloncesto - Campo a través - Béisbol - Golf - Fútbol - Tenis | Femenino: - Baloncesto - Campo a través - Fútbol - Waterpolo - Golf - Vóley playa - Voleibol - Softball |

## Apodo y mascota
La Universidad del Norte de Alabama cuenta con las únicas mascotas leones vivos en todo país viviendo en un campus universitario. Leo III y Una, nacidos el 18 de noviembre de 2002, residen en el campus de la UNA, y continúan una tradición que abarca más de 40 años.
El 22 de julio de 1974, el expresidente de la UNA, el Dr. Robert M. Guillot, trajo un cachorro de león al campus, que pasó los siguientes 14 años como mascota oficial. Murió el 20 de enero de 1988, y una gran avalancha de apoyo de la comunidad hizo que Leo II fuera llevado a la UNA en julio de 1988. Leo II fue seleccionado como la segunda mejor mascota de la nación por Sports Illustrated. Murió en febrero de 2000.